# Пустомитівська загальноосвітня школа I—III ступенів № 2
Пустомитівський ліцей № 2 ім. Василя Кучабського діє в місті Пустомити Львівської області.

## Історія та сьогодення
У 1990-х роках було добудовано нову будівлю школи. У навчальному закладі знаходиться музей історика та діяча УСС Василя Кучабського. На подвір'ї — погруддя письменника Івана Франка. У 2015 році школа названа на честь Василя Кучабського.
Збірна школи успішно виступала в шкільних баскетбольних першостях Львівської області, а команда зі «Що? Де? Коли?» двічі вигравала чемпіонат Львівщини серед школярів.

## Відомі люди
У школі навчався український письменник Любко Дереш.